# 哈頓 (阿肯色州)
哈頓（英語：Hatton）是位於美國阿肯色州波爾克縣的一個非建制地區。該地的面積和人口皆未知。

## 地理
哈頓的座標為34°21′30″N 94°22′19″W / 34.35833°N 94.37194°W，而該地的平均海拔高度為364米（即1194英尺）。